# ラマー・オドム
ラマー・ジョセフ・オドム（Lamar Joseph Odom, 1979年11月6日 - ）は、アメリカ合衆国ニューヨーク市クイーンズ区出身の元プロバスケットボール選手。ポジションは主にフォワードであるが、あらゆるポジションをこなせるNBA屈指のユーティリティプレーヤーだった。

## 経歴

### 学生時代
高校時代は、パレード誌選出のプレーヤー・オブ・ザ・イヤーや、USAトゥデイ紙選出の全米ファーストチームに選出された。
その後ネバダ大学ラスベガス校に進学するもオドムは5600ドルの裏金を受け取っていた事が発覚し、オドムはロードアイランド大学に転校する。2年生時には同大学をアトランティック・10カンファレンスのトーナメントで優勝に導いた。

### NBA
ロサンゼルス・クリッパーズ
ロードアイランド大学の2年生終了後、1999年のNBAドラフトにアーリーエントリーし、ロサンゼルス・クリッパーズに1巡目4位で指名され入団。一年目の1999-2000シーズン、オドムは16.6得点、7.8リバウンド、4.2アシストと上々の活躍でオールルーキー1stチームに選出された。その後もまずまずの成績でクリッパーズに4年間所属した。
マイアミ・ヒート
2003年、マイアミ・ヒートに移籍。2003年-04シーズンは、1試合あたり17.1点、9.7リバウンドと活躍し、ルーキーのドウェイン・ウェイドと共にプレイオフ進出の原動力となる。シーズン終了後、オドムはカロン・バトラーらと共に、シャキール・オニールとのトレードでロサンゼルス・レイカーズに移籍する。
ロサンゼルス・レイカーズ
レイカーズでの1年目は、コービー・ブライアントとの共演で期待されたがチームは振るわず、名門レイカーズはプレイオフ進出を逃してしまう。
2005-06シーズン、レイカーズはフィル・ジャクソン監督と再び契約し再建を行う。オドムはトライアングル・オフェンスの一角として、元ブルズの名フォワードスコッティ・ピペンの様なポイントフォワードとしての役割を任されるようになった。シーズンが進むにつれオドムはチームと適合し、2試合連続のトリプル・ダブルも記録した。07-08シーズン途中にパウ・ガソルが加入すると、以降6thマンとして重要な役割を担い、08-09、09-10シーズンのNBAファイナル2連覇に大きく貢献した。
ダラス・マーベリックス
2011年12月12日、トレードでダラス・マーベリックスに移籍した。期待されたものの平均6.6得点、4.2リバウンドにとどまり、2012年4月契約を解除されることとなった。
ロサンゼルス・クリッパーズ
2012年6月29日、古巣のロサンゼルス・クリッパーズに加入した。

### オリンピック
2004年アテネオリンピックにアメリカ代表として参加し平均5.8得点を記録。銅メダルを獲得した。これまでの国際試合のキャップ数は14試合である。

## 個人成績

### NBA

#### レギュラーシーズン
| シーズン | チーム | GP  | GS  | MPG  | FG%  | 3P%  | FT%  | RPG  | APG | SPG | BPG | PPG  |
| -------- | ------ | --- | --- | ---- | ---- | ---- | ---- | ---- | --- | --- | --- | ---- |
| 1999–00  | LAC    | 76  | 70  | 36.4 | .438 | .360 | .719 | 7.8  | 4.2 | 1.2 | 1.3 | 16.6 |
| 2000–01  | LAC    | 76  | 74  | 37.3 | .460 | .316 | .679 | 7.8  | 5.2 | 1.0 | 1.6 | 17.2 |
| 2001–02  | LAC    | 29  | 25  | 34.4 | .419 | .190 | .656 | 6.1  | 5.9 | .8  | 1.2 | 13.1 |
| 2002–03  | LAC    | 49  | 47  | 34.3 | .439 | .326 | .777 | 6.7  | 3.6 | .9  | .8  | 14.6 |
| 2003–04  | MIA    | 80  | 80  | 37.5 | .430 | .298 | .742 | 9.7  | 4.1 | 1.1 | .9  | 17.1 |
| 2004–05  | LAL    | 64  | 64  | 36.3 | .473 | .308 | .695 | 10.2 | 3.7 | .7  | 1.0 | 15.2 |
| 2005–06  | LAL    | 80  | 80  | 40.3 | .481 | .372 | .690 | 9.2  | 5.5 | .9  | .8  | 14.8 |
| 2006–07  | LAL    | 56  | 56  | 39.3 | .468 | .297 | .700 | 9.8  | 4.8 | .9  | .6  | 15.9 |
| 2007–08  | LAL    | 77  | 77  | 37.9 | .525 | .274 | .698 | 10.6 | 3.5 | 1.0 | .9  | 14.2 |
| 2008–09  | LAL    | 78  | 32  | 29.7 | .492 | .320 | .623 | 8.2  | 2.6 | 1.0 | 1.3 | 11.3 |
| 2009–10  | LAL    | 82  | 38  | 31.5 | .463 | .319 | .693 | 9.8  | 3.3 | .9  | .7  | 10.8 |
| 2010–11  | LAL    | 82  | 35  | 32.2 | .530 | .382 | .675 | 8.7  | 3.0 | .6  | .7  | 14.4 |
| 2011–12  | DAL    | 50  | 4   | 20.5 | .352 | .252 | .592 | 4.2  | 1.7 | .4  | .4  | 6.6  |
| 2012–13  | LAC    | 82  | 2   | 19.7 | .399 | .200 | .476 | 5.9  | 1.7 | .8  | .7  | 4.0  |
| Career   | Career | 961 | 684 | 33.4 | .463 | .312 | .693 | 8.4  | 3.7 | .9  | .9  | 13.3 |

#### プレーオフ
| シーズン | チーム | GP  | GS | MPG  | FG%  | 3P%  | FT%  | RPG  | APG | SPG | BPG | PPG  |
| -------- | ------ | --- | -- | ---- | ---- | ---- | ---- | ---- | --- | --- | --- | ---- |
| 2004     | MIA    | 13  | 13 | 39.4 | .445 | .308 | .681 | 8.3  | 2.8 | 1.2 | .8  | 16.8 |
| 2006     | LAL    | 7   | 7  | 44.9 | .495 | .200 | .667 | 11.0 | 4.9 | .4  | 1.1 | 19.1 |
| 2007     | LAL    | 5   | 5  | 38.4 | .482 | .273 | .500 | 13.0 | 2.2 | .4  | 1.2 | 19.4 |
| 2008     | LAL    | 21  | 21 | 37.4 | .491 | .273 | .661 | 10.0 | 3.0 | .7  | 1.3 | 14.3 |
| 2009     | LAL    | 23  | 5  | 32.0 | .524 | .514 | .613 | 9.1  | 1.8 | .7  | 1.3 | 12.3 |
| 2010     | LAL    | 23  | 0  | 29.0 | .469 | .244 | .600 | 8.6  | 2.0 | .7  | .9  | 9.7  |
| 2011     | LAL    | 10  | 1  | 28.6 | .459 | .200 | .711 | 6.5  | 2.1 | .2  | .4  | 12.1 |
| 2013     | LAC    | 6   | 1  | 17.8 | .367 | .357 | .500 | 3.8  | 1.8 | .8  | .8  | 5.0  |
| Career   | Career | 108 | 53 | 33.3 | .479 | .303 | .643 | 8.8  | 2.4 | .7  | 1.0 | 13.0 |

## プレイスタイル
バスケットボールにおける五つのポジションをすべてこなすことができる、NBA有数のユーティリティプレーヤー。
208cmと長身ながらボールハンドリングに優れている。またセンターのような長身に加えて、広いウイングスパンを持ち合わせており、スモールフォワードのようなクイックネスも身につけている。
デリック・ローズによると試合前に肉体管理のため、腹筋運動をルーティーンとしている。

## その他
- かつての交際相手との間に2男1女がいる。2006年6月29日、次男が乳幼児突然死症候群により生後6ヶ月で死去。オドムは現在、左胸に息子の名前"Jayden"のタトゥーを入れている[5]。
- ドラッグ依存症に苦しみ2012年にリハビリ施設に入所するも3週間で退所。妻のクロエに自宅を追い出され行方不明になっていると芸能情報サイトTMZに報じられ[6]、その後2016年に離婚が成立した。
- 2015年10月13日に意識不明の重体でネバダ州の売春宿にて発見され、緊急入院した。10月16日に意識を取り戻している。